# Rho
Rho (Rò in dialetto milanese, AFI: [ˈrɔ]) è un comune italiano di 50 906 abitanti della città metropolitana di Milano in Lombardia.
Rho è caratterizzata da una forte densità di industrie, nonché dal nuovo quartiere fieristico della città di Milano: ospita infatti i nuovi padiglioni espositivi della Fieramilano. 
Insieme a Milano ha ospitato l'Expo 2015, l'esposizione universale inaugurata il 1º maggio 2015 e conclusasi il 31 ottobre dello stesso anno.

## Geografia fisica

### Territorio
Rho si trova a circa 14 km a nord-ovest del centro di Milano; è bagnato a sud dal fiume Olona ed è attraversato dai suoi affluenti Bozzente e Lura, oggi in parte interrati all'interno del centro urbano.
Il capoluogo comunale è lambito a est e a nord dalla strada statale 33 del Sempione, che un tempo lo attraversava sul percorso dell'attuale corso Europa, mentre a sud corre il ramo in comune delle ferrovie Torino-Milano, ad altà velocità e storica (sulla quale passa la linea S6 del servizio ferroviario suburbano di Milano, Novara-Treviglio), e Domodossola-Milano (sulla quale passa la linea S5, Varese-Treviglio).
A Passirana è attiva una stazione meteo gestita in collaborazione con il Centro Meteorologico Lombardo.

### Clima
| Rho                 | Mesi | Mesi | Mesi | Mesi | Mesi | Mesi | Mesi | Mesi | Mesi | Mesi | Mesi | Mesi | Stagioni | Stagioni | Stagioni | Stagioni | Anno  |
| Rho                 | Gen  | Feb  | Mar  | Apr  | Mag  | Giu  | Lug  | Ago  | Set  | Ott  | Nov  | Dic  | Inv      | Pri      | Est      | Aut      | Anno  |
| ------------------- | ---- | ---- | ---- | ---- | ---- | ---- | ---- | ---- | ---- | ---- | ---- | ---- | -------- | -------- | -------- | -------- | ----- |
| T. max. media (°C)  | 5,2  | 8,0  | 12,9 | 17,7 | 22,3 | 25,9 | 28,8 | 27,4 | 23,7 | 17,4 | 10,8 | 6,4  | 6,5      | 17,6     | 27,4     | 17,3     | 17,2  |
| T. min. media (°C)  | −1,3 | 0,4  | 3,6  | 7,3  | 11,5 | 15,0 | 17,4 | 16,9 | 13,8 | 8,7  | 3,9  | 0,0  | −0,3     | 7,5      | 16,4     | 8,8      | 8,1   |
| Precipitazioni (mm) | 58   | 66   | 85   | 99   | 105  | 104  | 72   | 96   | 85   | 123  | 113  | 69   | 193      | 289      | 272      | 321      | 1 075 |

## Origini del nome
L'origine del nome Rho è piuttosto controversa e ci sono numerose ipotesi al riguardo.
L'attuale denominazione di Rho, che ufficializza la presenza della lettera h in mezzo al nome per distinguerla da un'omonima località in provincia di Ferrara, risale al 1932; ma il nome della città in passato ha avuto varie forme. In un documento risalente all'anno 846, il primo in cui si parla di Rho, è citato come Vico Raudo un gruppo di abitazioni circondate da terre coltivate; in altri documenti il borgo di Rho è citato con nomi diversi: Rhode, Rhodo, Rode, Rodo, Raude, Raudo, Rhaudum. Nel XVI-XVII secolo si attesta Aro (in una carta geografica dipinta sulla parete di una sala dei Musei Vaticani e in una cartina seicentesca). In seguito si ha Rò, Rhò e Rho.
Non è certo se il toponimo derivi da una base linguistica con -au > -o- o se le forme con -au- attestate storicamente siano dovute a una ricostruzione posteriore, come esiti di un -au- latino. Nel caso si ammetta, com'è probabile, un -o- originario, si può supporre un nome personale germanico come *Rodo (da confrontare con Hrothi, Hrodhi). Altre proposte sono il latino aratus, "arato", una forma aggettivale *areatus, oppure un prelatino *raud "rosso". È stato anche proposta una base celtica *raton (latinizzata in *ratum).
La lettera h in Rho è probabilmente un cultismo (forse per influsso di Rhodos', "Rodi"), o potrebbe essere una traccia dell'originaria h iniziale se derivasse da un nome personale germanico. Una paretimologia fa derivare il nome da ruota, come testimonia lo stemma.

## Storia

### Antichità
Rho è uno dei centri abitati più antichi della Lombardia e ciò è dimostrato dal fatto che durante gli scavi per la costruzione di edifici o strade sono venuti alla luce numerosi reperti archeologici relativi all'età romana, con i ritrovamenti più rilevanti avvenuti durante gli scavi del 1876, 1890, 1917 e 2024. Nel tempo sono venuti alla luce anche altri reperti che, sebbene di importanza minore, sono stati determinanti per dimostrare che fin dall'età imperiale romana Rho ebbe un ruolo notevole. Da un punto di vista amministrativo, faceva parte della regio XI Transpadana.
Nella stessa organizzazione stradale attuale è rintracciabile un'organizzazione riconducibile alla centuriazione romana: la grande maggioranza delle strade scorre parallela in direzione Est-Ovest e Nord-Sud. Gli assi di riferimento sono il Cardo (Nord-Sud, via Madonna e via Garibaldi) e il Decumano (Est-Ovest, via Matteotti e via Porta Ronca). Questi si incrociano in piazza San Vittore, ancora oggi centro dell'insediamento.
Ulteriori ritrovamenti archeologici hanno confermato l'esistenza in epoca romana di una strada, la cosiddetta via Mediolanum-Verbannus, che congiungeva Milano e il Verbano, passando per Legnano e Gallarate. Lungo questo asse di comunicazione Rho rappresentava il decimo miglio, quindi il punto di sosta dell'esercito. Gli antichi romani deviarono il fiume Olona a Lucernate, scavando un alveo artificiale che si dirigeva verso Milano costeggiando la via Mediolanum-Verbannus. Un corso d'acqua che costeggiasse interamente la via Mediolanum-Verbannus fu infatti reputato fondamentale dagli antichi romani per dare un cospicuo incremento ai commerci lungo questa strada, soprattutto considerando il maggiore carico trasportabile sui barconi fluviali rispetto al semplice trasporto terrestre.
In base a rinvenimenti archeologici è stata anche datata fra il IV e il V secolo la completa cristianizzazione del borgo: in piazza San Vittore negli anni sono venuti alla luce un antico cimitero e una cappella cristiana. Dello stesso periodo sono i reperti trovati in via Belvedere: tombe cappuccine con incise l'alfa e l'omega.

### Medioevo

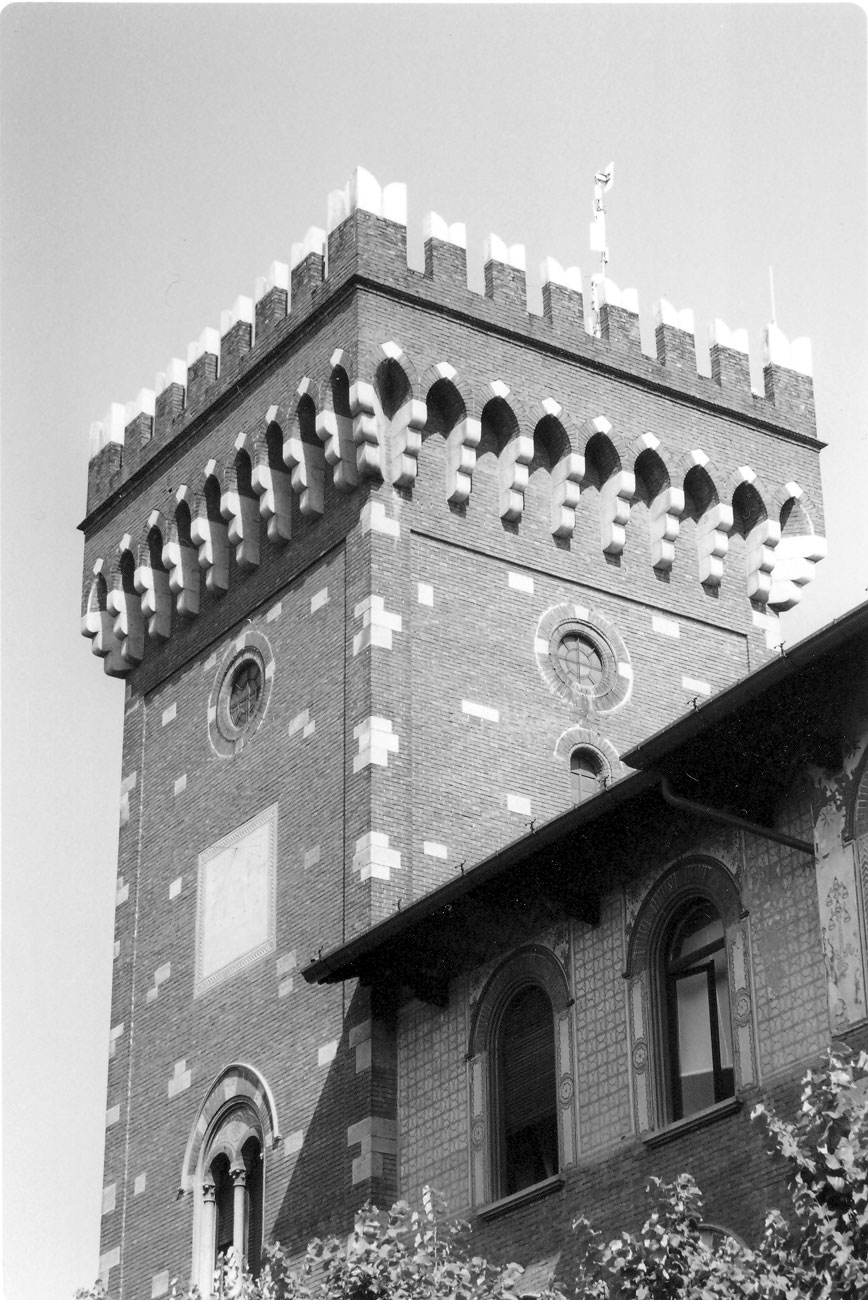
La torre del municipio

Con le invasioni barbariche nella zona si realizza una profonda depressione economica e il dominio passa di mano in mano fino ai Longobardi e quindi ai Franchi. Sotto i Longobardi il borgo assume nella sua topografia una terminologia tuttora rintracciabile, a partire dal Pomero, che deriva da Post Moerus, ossia fuori dalle mura fortificate. L'origine di questo termine però non è riconosciuta universalmente: alcuni attribuiscono il nome alla presenza nei secoli scorsi di numerosi alberi di mele. Il termine Fare invece è riscontrabile oggi nella periferica Cascina Fara.

Sempre nel periodo di dominazione longobarda viene attribuito alla futura Rho l'appellativo di Curtis (corte), una particolare forma di organizzazione della società nel periodo del feudalesimo.
Un atto di permuta, rogato il 9 gennaio 864 dal notaio Agatone, cita per la prima volta il nome della cittadina chiamandola Vico Rhaudo, ed accenna ad una chiesa di Sant'Ambrogio e ad un rozzo castello ivi esistenti. Ancora nell'871 due pergamene ne riportano il nome.
Intorno all'anno 1000 Rho inizia a rivendicare la sua libertà come comune, cercando di liberarsi dall'influenza dei nobili della zona. Nel 1004 l'imperatore Enrico II, dopo aver vinto i longobardi di Arduino e fattosi incoronare Re d'Italia a Pavia (14 maggio), staziona a Rho, dove firma alcuni documenti "decisi" in Rodo o in campo qui dicitur Raudo, ricambia l'ospitalità concedendole il titolo di borgo e capopieve, staccandola da Nerviano, e provvede all'istituzione di un mercato settimanale. Il mercato si tiene tuttora ogni lunedì. A Rho viene istituita anche una Corte di Giustizia e realizzato un canale (riale) per l'irrigazione dei campi usando l'acqua dell'Olona.
Risale all'XI secolo anche la figura semileggendaria di Giovanni da Raude, detto anche Giovanni della Croce, vessillifero dell'esercito crociato durante la Prima Crociata; fu lui che il 15 luglio 1099, data della presa di Gerusalemme, issò sulle mura della Città Santa la bandiera dei cristiani.
Nel maggio 1160, durante l'assedio di Milano, Federico Barbarossa fece distruggere Rho, che venne però rapidamente ricostruita. Tra il 1130 e il 1215 ben nove consoli rhodensi sono attestati nello Stato milanese, e alcuni di essi appartengono alla famiglia dei Capitanei de Raude documentata ufficialmente come residente in città dal 1196.
Come confermato da un documento conservato presso l'Archivio dell'Ospedale Maggiore di Milano, intorno al 1300 venne edificato il primo ospedale di Rho; i suoi beni furono poi in seguito acquistati dai frati Agostiniani del luogo Pio di Santa Maria del Pasquerio di Rho, nel 1481.
Nel 1305 il nobile Cressone Crivelli tentò con i suoi soldati di impadronirsi di Rho e Nerviano, ma fu sconfitto e respinto dalla reazione popolare. Otto anni più tardi il borgo fu comunque conquistato da Milano, che uccise o imprigionò quasi tutti gli abitanti.
Grazie all'abbondanza di acqua e di terre feritili nel XV secolo molti nobili milanesi si trasferirono a Rho, costruendo sontuosi palazzi, in gran parte oggi distrutti. La nobile frequentazione è tale che era stata costituita una Universitas nobilium dicti loci de Raude.
Fra il Cinquecento ed il Seicento furono costruiti anche due conventi: degli Agostiniani e dei Cappuccini (sulla strada che conduce a Lucernate), entrambi distrutti nell'invasione napoleonica.

### Epoca moderna

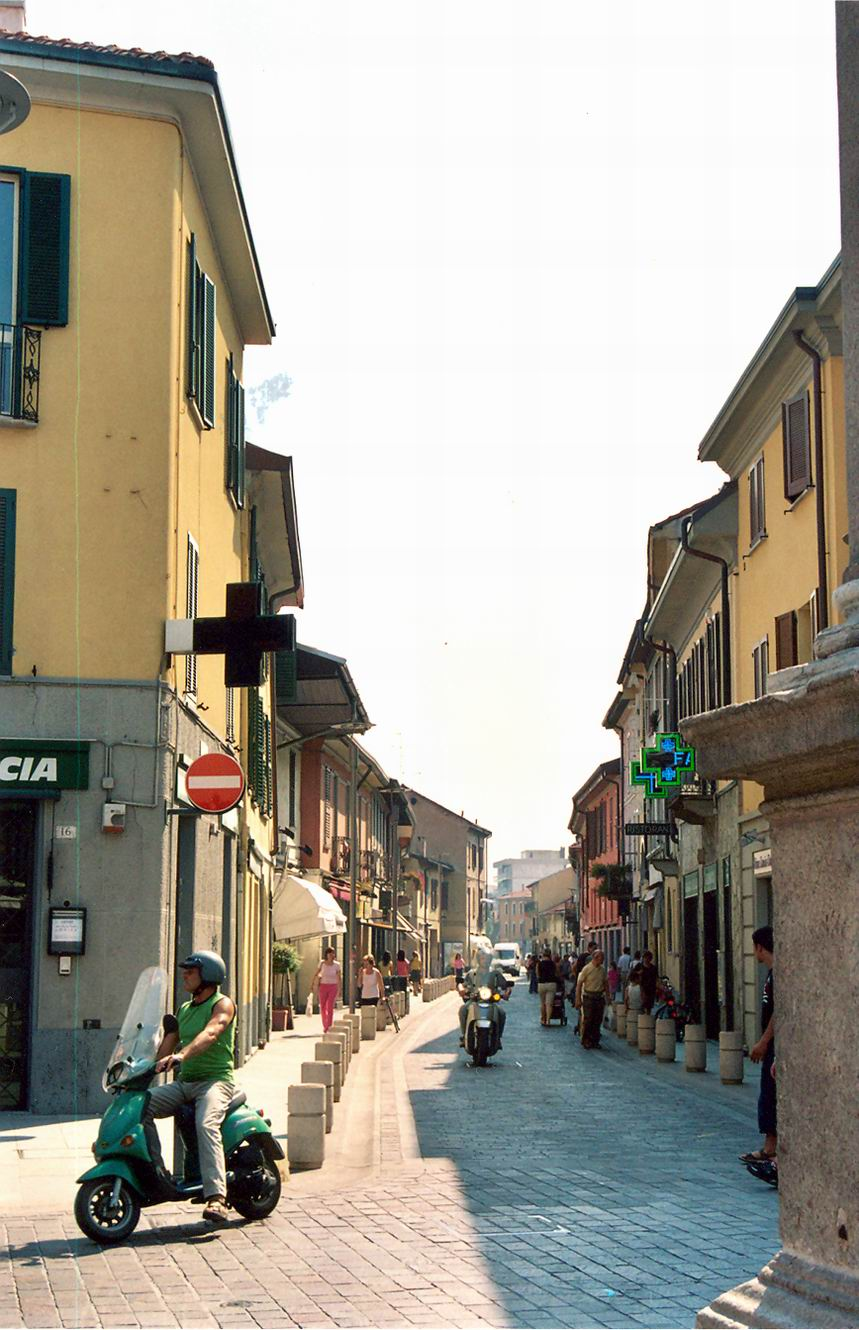
Via Matteotti

Nel 1511 i Lanzichenecchi discesero in Italia, comandati da Matteo Schinner e saccheggiarono Rho. Giunse poi la dominazione spagnola e nel 1539 Carlo V di Spagna concesse il feudo ai Visconti. Nel 1570 nella popolazione fiaccata dall'oppressione spagnola si sparse un'epidemia di peste.
Secondo le cronache del tempo, il 24 aprile 1583 un quadro raffigurante la Pietà avrebbe pianto lacrime di sangue, avvenimento successivamente riconosciuto dalla Chiesa cattolica come miracoloso. Sul luogo della cappella dove era conservato il quadro venne edificato il Santuario dell'Addolorata, alla cui realizzazione collaborarono numerosi illustri artisti dell'epoca.
Nel Seicento la peste colpì ancora il Milanese e nel 1663 i rhodensi eressero nell'attuale piazza San Vittore la Croce della peste, spostata di fianco alla chiesa parrocchiale nel 1928 e riportata al luogo originario settant'anni più tardi.

### Età contemporanea
Nel 1928 un Regio Decreto assegnò a Rho la frazione di Passirana Milanese, in precedenza facente parte del borgo di Lainate e nel 1932 Rho ottenne il titolo di città.
Durante la Resistenza, Rho ha visto numerosi caduti durante la lotta contro lo schieramento nazifascista: ad esempio, la 106a brigata Garibaldi Venanzio Buzzi, che operò in zona dal giugno 1944, ebbe 30 caduti, fra i quali il capo del distaccamento rhodense Rodolfo Canegrati, una donna (la staffetta Giulia Lombardi) e alcuni ragazzi di 16-17 anni, oltre a 56 feriti.
Il 10 ottobre 1956, nella frazione di Terrazzano, due uomini sequestrarono un centinaio di alunni e tre maestre della locale scuola elementare. Durante il blitz della polizia, avvenuto sei ore dopo, morì sotto i colpi degli stessi agenti il civile Sante Zennaro, che aveva raggiunto il luogo tentando di salvare i bambini.
All'inizio del XXI secolo, in un'area per nove decimi all'interno del territorio rhodense e per il resto in quello Pero, è stato edificato il nuovo polo espositivo della Fiera di Milano; inaugurato nel 2005, il complesso progettato dall'architetto Massimiliano Fuksas è costituito da otto padiglioni che mettono a disposizione un totale di 345.000 metri quadrati lordi espositivi coperti e sessantamila all'aperto. In un'area adiacente a quella del polo espositivo di Fieramilano si è svolta la manifestazione di Expo 2015 dove attualmente è in corso di realizzazione il progetto MIND, acronimo di "Milano Innovation District", che prevede la realizzazione di centri di ricerca, un polo universitario e la nuova sede dell'ospedale Galeazzi.

### Simboli
Lo stemma e il gonfalone del comune di Rho sono stati concessi con regio decreto del 28 settembre 1933.
L'effigie cittadina è la ruota con cinque raggi, stemma della famiglia dei Capitanei de Raude, casata vassalla dei Duchi di Sassonia e di Baviera. I cinque raggi sono un richiamo ai cinque imperatori: Enrico I, Ottone I, Ottone II, Ottone III ed Enrico II. In araldica la ruota indica fortuna o vittoria, rifacendosi ad un detto latino: "la ruota potente schiaccia tutto ciò che è opposto".
Nell'antichissima basilica di Aquileia esiste una cappella detta dei Torriani nella quale, fra due sarcofaghi, è posta una lastra tombale con incisa l'effigie di Allegranza da Rho (XIV secolo), moglie di Corrado della Torre detto "Mosca" e madre del patriarca Cassono della Torre, sepolto nel chiostro di Santa Caterina a Firenze. Sulla stessa lastra è pure inciso lo stemma di Rho, raffigurato da uno scudo con una ruota nel mezzo.
Il gonfalone è un drappo di bianco.
La bandiera è un drappo di rosso caricato della ruota dentata.

## Monumenti e luoghi d'interesse

### Il santuario dell'Addolorata
La città di Rho vanta nel suo territorio alcuni edifici di interesse storico. Il più importante è il santuario dell'Addolorata, uno dei maggiori santuari mariani della Lombardia, costruito dopo un miracolo riconosciuto dalla Chiesa cattolica, avvenuto il 24 aprile 1583, consistente in una lacrimazione di sangue da parte di un'effigie della Madonna. A fianco del santuario sorge il Collegio dei Padri Oblati Missionari, fondato dal venerato padre Giorgio Maria Martinelli, dove hanno studiato numerose eminenti figure ecclesiastiche, fra cui il futuro papa Paolo VI.
La prima pietra del Santuario fu collocata da san Carlo Borromeo il 7 marzo 1584, la consacrazione venne fatta dal cardinale Pozzobonelli il 3 aprile 1755. Il disegno è del celebre architetto Pellegrino Tibaldi, il campanile di Giulio Galliori, che ne modificò il progetto originale, la facciata di Leopoldo Pollack. Nelle navate interne si possono ammirare tele ed affreschi di Camillo Procaccini (Bologna 1551 circa-Milano 1625), dei Fiammenghini, del Morazzone e di Raffaele Casnedi da Runo, frazione di Dumenza.

### La basilica di San Vittore
La basilica di San Vittore si erge sullo sfondo dell'omonima piazza nel centro cittadino e venne eretta a partire dal 14 settembre 1834 in luogo della precedente, su disegni degli architetti Gaetano Besia e Giulio Aluisetti. Presenta una facciata in stile neoclassico con pronao composto da un colonnato in ordine ionico, sopra al quale troneggia al centro la statua di San Vittore con ai lati quelle di due angeli annuncianti. Al suo interno contiene opere del Fiammenghino (fine secolo XVI), del Morgari e di Marco d'Oggiono. Gli stendardi conservati nella sacrestia furono realizzati da Francesco Castagnoli premiato con la medaglia d'argento nel 1826.

#### Altre chiese scomparse
Secondo alcuni documenti medievali, risulta che nei territori intorno all'attuale via Meda vi sorgesse, fin dal IX secolo, una chiesa dedicata a sant'Ambrogio, ma dato che in realtà non viene menzionato un vero e proprio edificio si potrebbe pensare essi si riferissero semplicemente ad alcuni poderi o beni di proprietà della basilica di Sant'Ambrogio in Milano.
Nei pressi dell'attuale piazza San Vittore, esisteva già prima del XIV secolo una cappella dedicata a san Pietro, demolita probabilmente nel 1577. Ancora nella stessa area risalente al Cinquecento era rintracciabile un battistero di San Giovanni, considerato un'appendice della originaria basilica di San Vittore, entrambi scomparsi. Di nuovo antecedente allo stesso secolo e sempre nelle prossime vicinanze, vi era una chiesa di Santa Maria in Castello, denominazione che dà sostegno alla tesi dell'esistenza di un edificio fortificato medievale nel centro cittadino; essa rimase di proprietà dei Ghisolfi fino al XVII secolo, dopo il quale non si hanno più tracce.
Sempre nel corso del Cinquecento, sorgeva nei pressi dell'Olona, la chiesa di San Martino: nel 1565 il prevosto Giuli però afferma che essa non fu mai consacrata e nemmeno vennero mai svolte funzioni religiose, dunque dato che era posta al di fuori del borgo, poteva essere utilizzata come lazzaretto; fu demolita nel XIX secolo.
In contrada Pasqué sorgevano la chiesa di Santa Maria Assunta in Pasqué e l'adiacente convento dei frati agostiniani (una leggenda popolare narra che nel convento fu ospitato Martin Lutero di passaggio per Roma), del quale alcune tracce sono rimaste su via Marconi, tra cui un affresco dedicato alla Madonna del Latte.

### Il palazzo podestarile (Municipio)
Dietro la basilica di San Vittore si affaccia su piazzale Visconti il municipio, nato come palazzo podestarile e costruito all'inizio del XX secolo sul modello dei palazzi medievali; il progetto è dell'ing. Silvio Giuliani. Vi si conservano diversi dipinti raffiguranti San Gervaso, San Protaso, Sant'Ambrogio ed altri, nonché le Quattro Glorie di Mauro della Rovere detto "il Fiammenghino" (1640) e quattro bei putti di Daniele Crespi (1590-1639), tutti provenienti dalla demolita chiesa di San Gervaso e Protaso in Milano. Nella sala d'arte si trovano pure alcuni cimeli preziosi del defunto cittadino onorario cardinale Eugenio Tosi, arcivescovo di Milano, già appartenente alla congregazione degli Oblati Missionari di Rho.

### L'Ospedale di Circolo

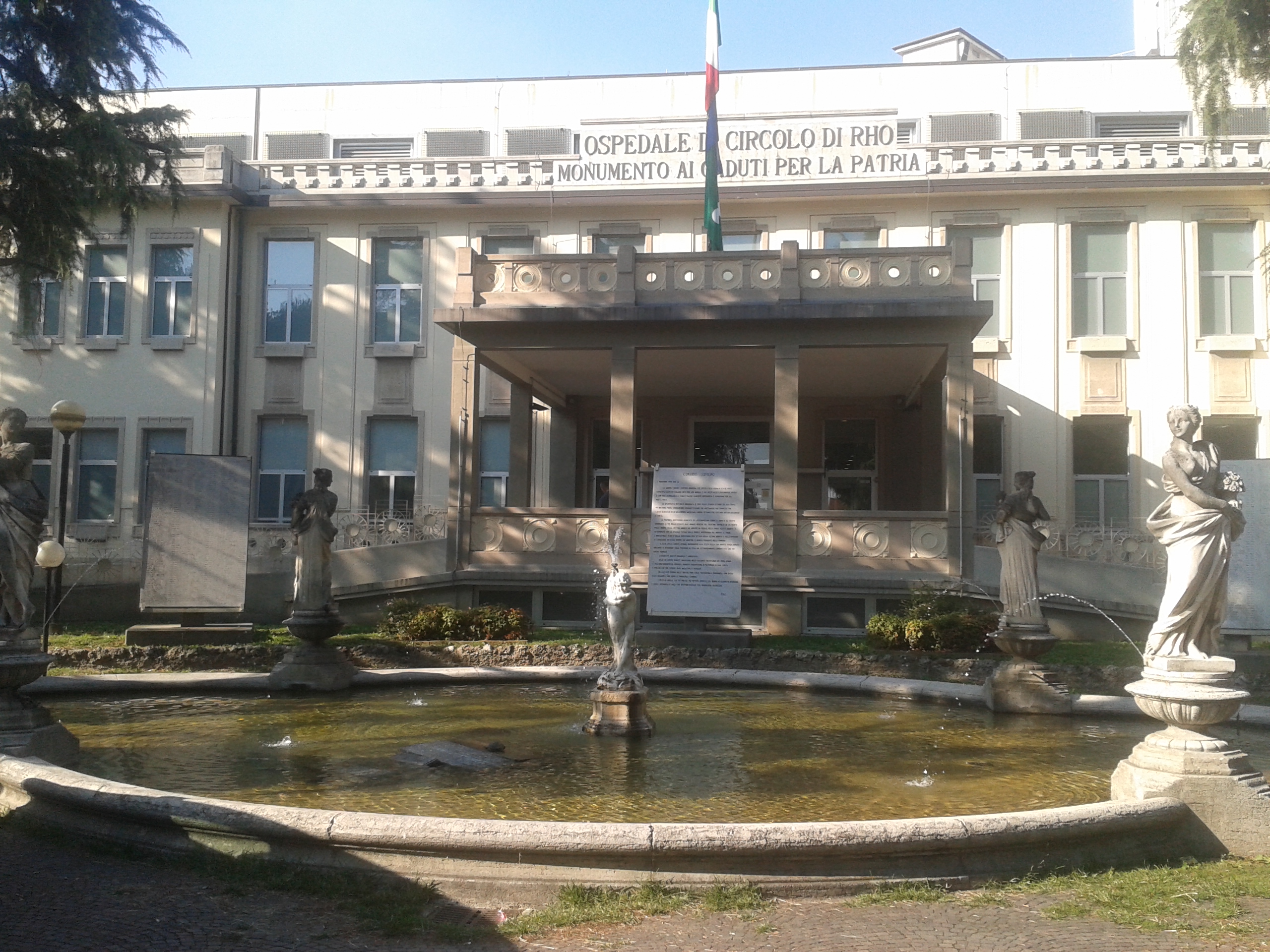
L'Ospedale di Circolo

L'Ospedale di Circolo - Monumento ai Caduti per la Patria nacque sulla spinta di una iniziativa benefica sostenuta da numerosi cittadini che donarono somme anche notevoli per costruire un monumento ai caduti della grande guerra ma, raccolta una cifra piuttosto consistente, si decise di impiegare tale fondo nell'ottica dell'edificazione di un ospedale, affinché la sofferenza della guerra portasse a migliori condizioni di vita. Tra i donatori si ricordano Benedetto Banfi, Giulio Tavecchia, Giuseppe Citterio, Paolo Goglio, Virginia Bullani.
Il 7 ottobre 1923 venne posta la prima pietra mentre l'inaugurazione della struttura ospedaliera avvenne il 27 ottobre 1929. La necessità di poter disporre di un maggior numero di posti letto e di nuove strutture ricettive dedicate alla degenza determinarono la costruzione degli ampliamenti, rispetto al corpo originario, fra gli anni cinquanta e sessanta. Al comm. Davide Magnaghi si deve l'opera di trasformazione e abbellimento nel 1954 della chiesetta dell'ospedale dedicata a Santa Maria della Pace, i cui dipinti furono realizzati dal pittore Giovanni Garavaglia di Ossona.

#### Il viale delle Rimembranze
Oltre alla costruzione dell'ospedale e sempre a ricordo dei caduti rhodensi nella prima guerra mondiale fu istituito nel 1925, su una adiacente porzione di terreno concessa dai Padri Oblati Missionari, il viale delle Rimembranze, progettato dall'ing. Felice Banfi. Costituito da una lunga distesa alberata a tigli in asse prospettico al santuario dell'Addolorata il viale termina in corrispondenza della fontana del Mosè, la cui statua è una copia identica a quella presente alla fine del percorso delle cappelle al Sacro Monte di Varese.

### Il cimitero centrale
Il camposanto del capoluogo si trova attualmente in corso Europa 200, lungo l'antico tracciato della strada postale per Gallarate. Qui venne spostato nella seconda metà del XIX secolo dal centro cittadino in una zona allora periferica e in aperta campagna.

Al centro della pianta originale del cimitero ed in asse con l'entrata principale, all'inizio del Novecento, venne eretta la Cappella Gentilizia dei Sacerdoti, contenente le spoglie e le lapidi di prevosti che hanno prestato servizio a Rho dai primi dell'Ottocento in poi (quindi da Luigi Delilla, fino a mons. Marco Agrati e don Gianpaolo Citterio) e coadiutori della parrocchia San Vittore. La cappella è stata restaurata all'inizio del XXI secolo per iniziativa del prevosto don Gianpaolo Citterio e dei familiari di don Franco Gallazzi (qui sepolto).
Nella medesima cappella si trovano anche le lapidi di altri sacerdoti rhodensi e dei caduti della prima guerra mondiale; numerosi preti vengono qui ricordati sebbene le loro spoglie siano conservate altrove.
Nel 1931 il cimitero venne notevolmente ampliato con l'edificazione dei colombari, della casa del custode e della camera ardente. Altri ampliamenti si sono protratti nel tempo, fino ai più consistenti attorno agli anni novanta e duemila, che hanno registrato l'edificazione di ulteriori colombari ed ossari.
Nella zona interrata dei colombari più vecchi è conservata una mummia che è ritenuta essere il corpo dell'arcivescovo Leone da Perego, francescano; il corpo venne quivi trasportato poiché gli veniva tributato un culto non permesso dalla Chiesa.

### Villa Burba Cornaggia Medici
Villa Burba Cornaggia Medici, meglio conosciuta come Villa Burba, è una delle dimore signorili rhodensi giunta fino ai giorni. Ha una entrata principale su corso Europa, e una secondaria dal parco, alla fine di via Papa Giovanni XXIII. La villa presenta una tipica architettura lombarda risalente al XVII secolo; di particolare rilievo sono gli ornamenti tardo-barocchi, i balconi, i cancelli, le ringhiere in ferro battuto e il salone centrale. Nata come residenza di campagna, dopo una lunga serie di passaggi di proprietà, nel 1873 venne acquisita dalla famiglia Cornaggia Medici. Rimasta in abbandono negli anni successivi il secondo conflitto mondiale passò nel 1966 di proprietà al Comune di Rho che la sottopose ad un lungo processo di restauro. Attualmente è utilizzata come sede della biblioteca e della mostra permanente Passato e presente. All'esterno della villa è presente un parco con essenze pregiate destinato ad utilizzo pubblico. Il parco è piuttosto ampio, caratterizzato dalla presenza di percorsi in ghiaia. Qua e là nel parco è possibile vedere statue e busti di donne, soprattutto nei pressi dell'entrata secondaria, dove sono collocate le zone gioco per bambini. Nel parco sono inoltre presenti un piccolo laghetto e una vasca-fontana rettangolare con fondale in sassi. La fontana, circondata da una struttura di panchine in granito, offre un clima di tranquillità ed è spesso usata come luogo di ritrovo da giovani e anziani.

### Altri edifici e monumenti notevoli
Palazzo Crivelli
Eretto intorno all'anno 1675, per volontà del conte Crivelli Filippo II, questo bel palazzo con torre dalla merlatura ghibellina sorse in prossimità del centro cittadino, lungo l'attuale asse di via Matteotti, venendo profondamente rimaneggiato nei primi anni del Novecento. Del complesso originario sono stati conservati il portale di ingresso, buona parte delle mura perimetrali, alcuni affreschi e l'imponente Torre Viscontea.
La fontana della stazione
Collocata all'interno della piccola area verde di piazza della Libertà la fontana in marmo di Verona è un dono del Podestà Eraldo Bonecchi.
Archeologia industriale
Alle architetture fin qui descritte vanno ad aggiungersi diversi edifici di archeologia industriale, tra i quali l'ex corpo di fabbrica del cotonificio Muggiani, nonché la sede originaria della Citterio, azienda produttrice di salumi, ricoperta da vite canadese.
Il Museo storico Alfa Romeo

Nonostante l'ingresso ricada nel territorio comunale di Arese, la città di Rho ospita sulle proprie aree di competenza amministrativa la superficie espositiva del Museo storico Alfa Romeo, situato a sud-ovest dell'ex Centro Direzionale Alfa Romeo, opera degli architetti Vito e Gustavo Latis.

### Aree naturali
La porzione di aree agricole prospicienti il corso del fiume Olona nei pressi della località Castellazzo costituiscono nell'ambito di un progetto di valorizzazione e salvaguardia ambientale il Parco del Basso Olona istituito nel 2010 come corridoio verde di interesse sovracomunale in stretta continuità con il parco del Roccolo e il parco dei Mulini.

## Società

### Evoluzione demografica
Abitanti censiti

### Etnie e minoranze straniere
Al 31 dicembre 2023 la popolazione straniera era di 6 068 abitanti, pari all'11,46% della popolazione.

## Cultura

### Palio di Rho
Dal 1996, tutti gli anni a ottobre si svolge il Palio di Rho, manifestazione nata in ricordo della vita medievale rhodense e della figura di Giovanni da Raude, che nel 1099 fu il primo crociato a varcare le mura di Gerusalemme; l'evento è organizzato dalla Famiglia Rhodense, associazione sorta nel 1988, per promuovere e diffondere il patrimonio culturale e le tradizioni della cittadina lombarda.
Al Palio partecipano 11 contrade, di cui quattro sono frazioni, ciascuna con un proprio simbolo: San Vittore (ruota), Cappuccini (sajo), Madonna dei Miracoli (Madonna), Pomero (grifone), Cantun Giò (castello), Porta Ronca (roncola), Pasqué (pantera), Ghisolfa (rana), Mazzo (leone rampante), Terrazzano (San Maurizio) e Passirana (Albero). Viene preceduto da una serie di iniziative, tra le quali la principale è la sfilata in costumi medievali, che si snoda lungo le vie del centro storico fino a Piazza Visconti, "campo di battaglia" tra le varie fazioni. Tra i vari giochi di abilità, tutti in costumi d'epoca, spiccano la giostra dei cavalieri e l'arrampicata sull'albero della cuccagna, ultima sfida prima della proclamazione dei vincitori.

### Piatti tipici
Nella gastronomia della cucina rhodense sono da annoverare i seguenti piatti:
- Anatra alla pesca o alla persico, dal nome dialettale del frutto (persicu), ricordata anche dal poeta locale Averardo Buschi;
- Paiada, polenta con verza;
- Zuppa del lupo, pane bianco in vino rosso e zucchero;
- Stufato con patate;
- Pancotto, pane cotto in una pentola con burro, sale ed una grattugiata di formaggio;
- Carsensa, impasto di farine (gialla, di frumento e di segale) e frutti (uva, fichi o mele);
- Polenta con burro e formaggio;
- Torta del Corpus Domini, dolce della tradizione "povera", con una base di pane raffermo, arricchito da latte, caffè, cacao e pinoli.

## Geografia antropica

### Frazioni
Il comune di Rho conta ufficialmente quattro frazioni, elencate all'interno dello statuto comunale:
- Lucernate: abitato situato a sud del fiume Olona e della ferrovia, in prossimità della zona dei fontanili. Si trova a 151 m di altitudine e ci abitano circa 2 200 persone.
- Mazzo, detto anche Mazzo Milanese: popolosa frazione nella parte orientale del territorio, confina a sud con la Fiera di Milano e a est con i comuni di Arese e Bollate. Fu comune autonomo fino al 1928. Si trova a un'altitudine di 153 m s.l.m. e raggiunge 5 400 abitanti.
- Passirana: frazione dislocata al nord del territorio comunale e confinante con i comuni di Arese e Lainate; fu frazione di quest'ultimo fino al 1928, quando venne aggregato a Rho. È a 162 m di altitudine e comprende circa 3 500 abitanti.
- Terrazzano: paese localizzabile a nord-est, presso lo svincolo A4-A50 (barriera di pedaggio di Terrazzano sulla Tangenziale Ovest) e confinante anch'essa con Arese. Si trova a 158 m s.l.m. e conta poco meno di 2 800 abitanti.

Vi sono poi altre tre località:
- Biringhello (Birnghell in dialetto milanese): località posta a nord-ovest del territorio comunale, verso Barbaiana e oltre il Sempione. Ospita la società sportiva ASD Ciclistica Biringhello, attiva nell'ambito del ciclismo giovanile e dilettantistico[28], e una casa colonica classificata fra i beni culturali della Regione Lombardia[29].
- Castellazzo (Castellasc in dialetto milanese): modesto abitato ad ovest del territorio comunale, in corrispondenza della Villa Scheibler-Simonetta; nelle sue vicinanze, a nord, sorge il moderno quartiere periferico di Stellanda.
- Pantanedo (Pantanee in dialetto milanese): piccolo centro a sud di Mazzo, a 152 m s.l.m., conta un solo cascinale abitato, ma è circondato da alcune fabbriche che ne caratterizzano l'ambientazione di zona industriale.

## Economia

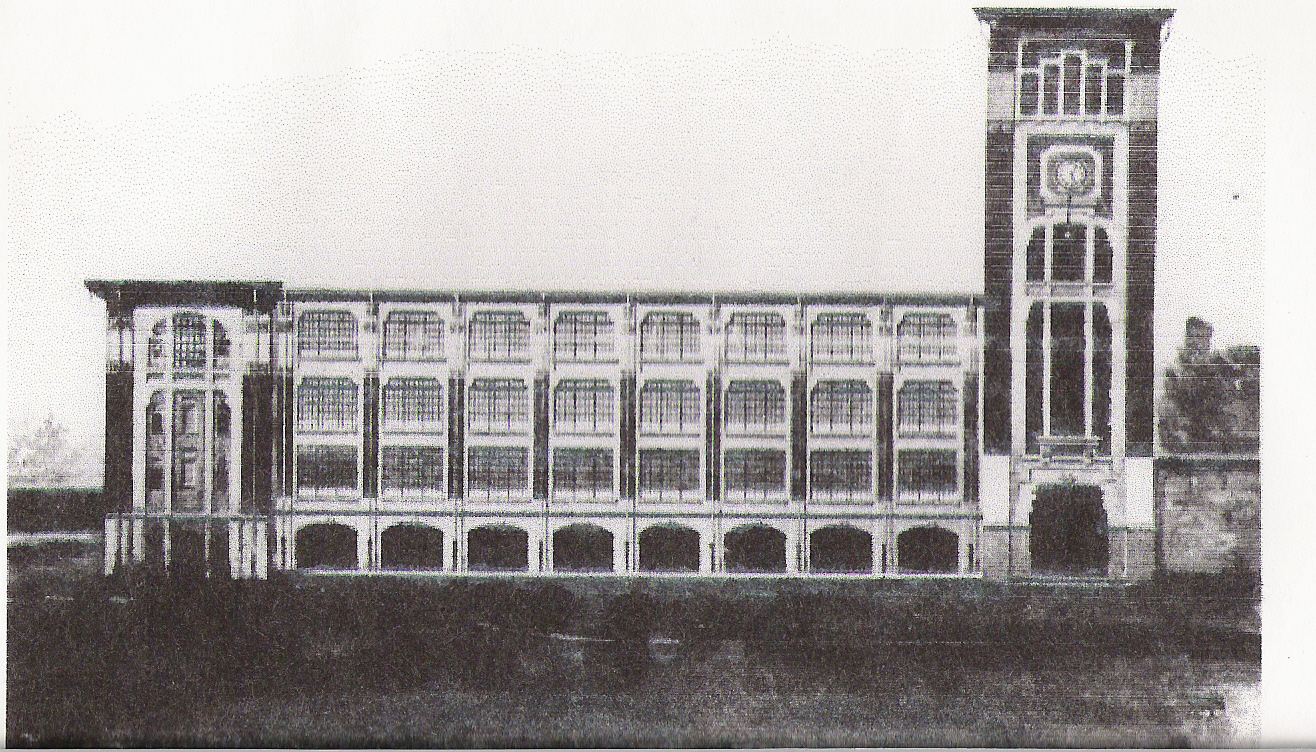
Lo stabilimento Muggiani

Rho spicca nella regione per esser stata una delle città a rappresentare meglio la rivoluzione industriale lombarda. Numerose sono state le industrie e le fabbriche di grandi dimensioni fondate nel territorio rhodense; alcune sono ancora funzionanti, altre sono ormai dismesse e alcune di queste sono riconosciute come monumenti di archeologia industriale.
La popolazione di Rho, fino alla fine dell'Ottocento, era assorbita completamente dall'agricoltura che dava lavoro all'80% della popolazione. I primi cambiamenti si ebbero nel 1870 quando la prima grande industria sorse nel rhodense: il Sacchettificio Goglio. Posto nelle immediate vicinanze del Santuario il sacchettificio aprì i battenti con 45 dipendenti per poi arrivare ad averne circa 500. Nel secondo dopoguerra fallì e gli edifici furono smantellati, con l'eccezione di una palazzina uffici, oggi sede del comando della Polizia Municipale. A suo ricordo è stata intitolata una via al fondatore "Paolo Goglio".

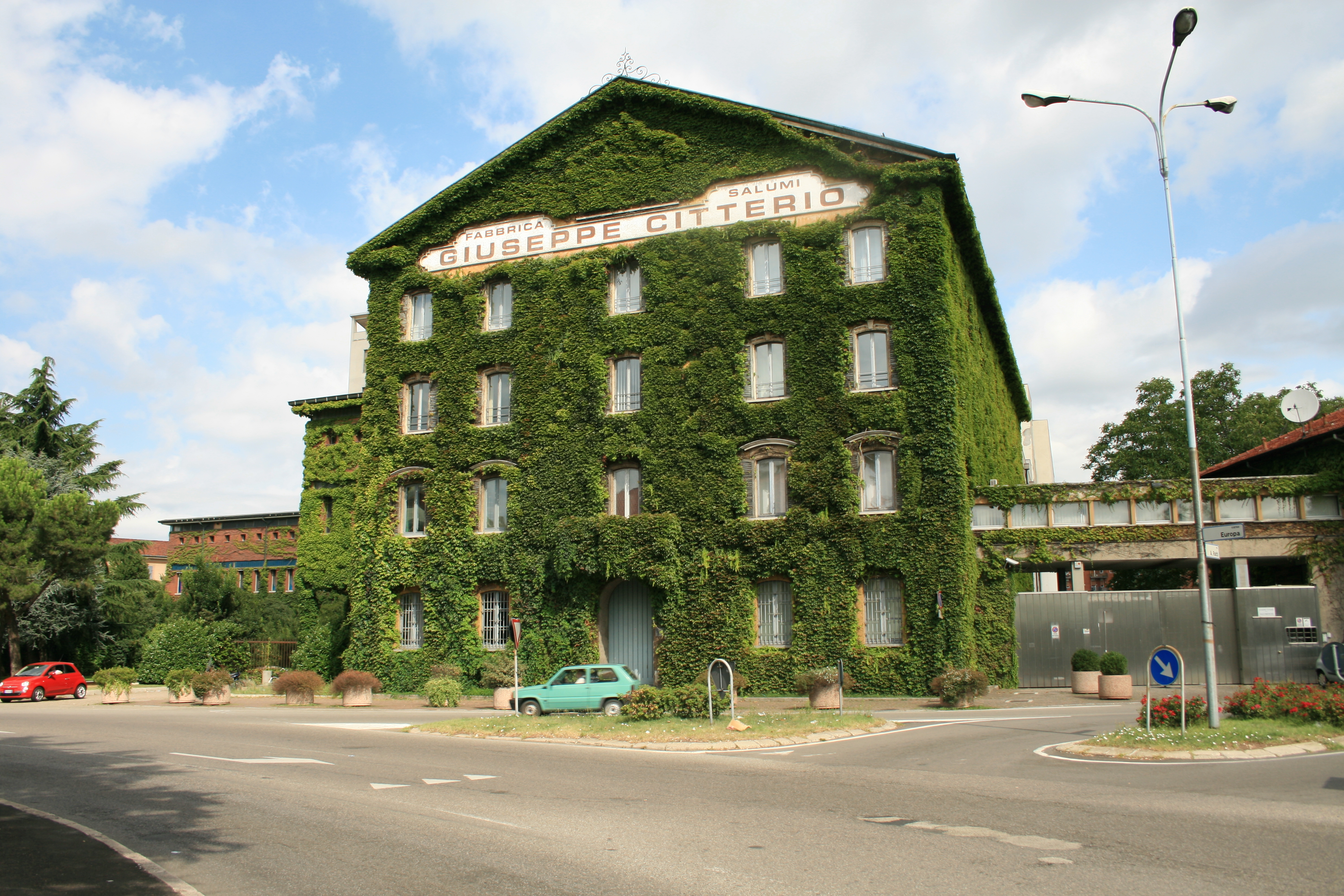
La sede della Citterio

Proprio di fronte al sacchettificio iniziò la sua attività nel 1878 il Salumificio Citterio. Famoso a livello locale, nel 1932 cominciò l'esportazione, affermandosi come uno dei più importanti leader nazionali nella produzione di salumi ed attualmente risultano ancora presenti in tale sede il magazzino e gli uffici amministrativi dell'azienda, mentre la produzione è stata trasferita in altri siti. Nonostante si sia incredibilmente esteso è possibile vedere nella parte prospiciente il complesso, su corso Europa, il primo edificio storico ricoperto di vite canadese. La facciata compare spesso nelle pubblicità televisive.
Nel 1904 aprì i battenti nei pressi della stazione ferroviaria il Cotonificio Muggiani, una delle più grandi realtà della filatura del cotone lombarda, giungendo a dar lavoro fino a 1200 operai. Nel 1910 il cotonificio fu assorbito dalla costituita società Unione Manifatture che riuscì ad acquisire il controllo, negli anni d'oro, di diversi opifici sparsi in Nord Italia. A causa della diffusione delle fibre sintetiche, nei primi anni sessanta, l'attività entrò in crisi e i macchinari furono spenti nel 1963. Dopo un lungo periodo di abbandono il sito è stato oggetto di un intervento di recupero e di riconversione ad uso commerciale residenziale, conservando l'edificio principale, monumento dell'archeologia industriale.
Nel 1905 venne fondata la Tintoria Bonecchi, la quale raggiunse un notevole sviluppo nel 1932 con macchinari moderni ed efficienti per l'epoca. La stessa avviò uno stabilimento anche in Bulgaria, risultando una delle prime aziende nazionali ad esternalizzare la propria produzione in Paesi a basso costo della manodopera. Sempre nell'ambito della manifattura un importante contributo lo diede la Chatillon che produceva seta artificiale e, in epoche più recenti, diede vita sul territorio alle sue consociate Abital e Castellana, impegnate nella creazione di abiti e indumenti intimi fino alla loro chiusura.
Durante il primo decennio del Novecento sorsero a Rho anche gli impianti di due grandi industrie chimiche, l'Italica e la Chimica Bianchi. Della prima sono ancora visibili una parte degli edifici storici, essendo tuttora in funzione con un altro nome a seguito di alterni passaggi proprietari, mentre è stata demolita la Chimica Bianchi che dal 1907 produceva coloranti organici e sintetici, venendo poi assorbita dalla Montedison, fino alla completa dismissione avvenuta nel 1979. La Bianchi è tristemente nota per le molte morti dovute alla mancanza di misure di sicurezza nella manipolazione di prodotti chimici come l'amianto, nonché per lo sversamento incontrollato di sostanze tossiche nell'acqua di falda. Oggi al suo posto sono stati costruiti decine di capannoni che ospitano il quartiere artigianale rhodense, al cui interno sono comunque rintracciabili vari manufatti riconducibili alla vecchia fabbrica, tra cui una ciminiera.
Nel 1907 si costituì la Ditta Ing. V. Fachini, conosciuta per la perfezione delle sue costruzioni meccaniche ed elettromeccaniche. Ancora oggi vi si costruiscono riduttori e motoriduttori. Nel 1910 il signor Edoardo Goglio e il signor Bonecchi decisero di fondare la Bogophane. Nel 1932 la società raggiunse la massima produzione con circa 70 operai. Nel 1971 venne chiusa dal momento che aveva scarichi altamente tossici. In seguito la produzione è ripresa e l'azienda realizza cellophane.

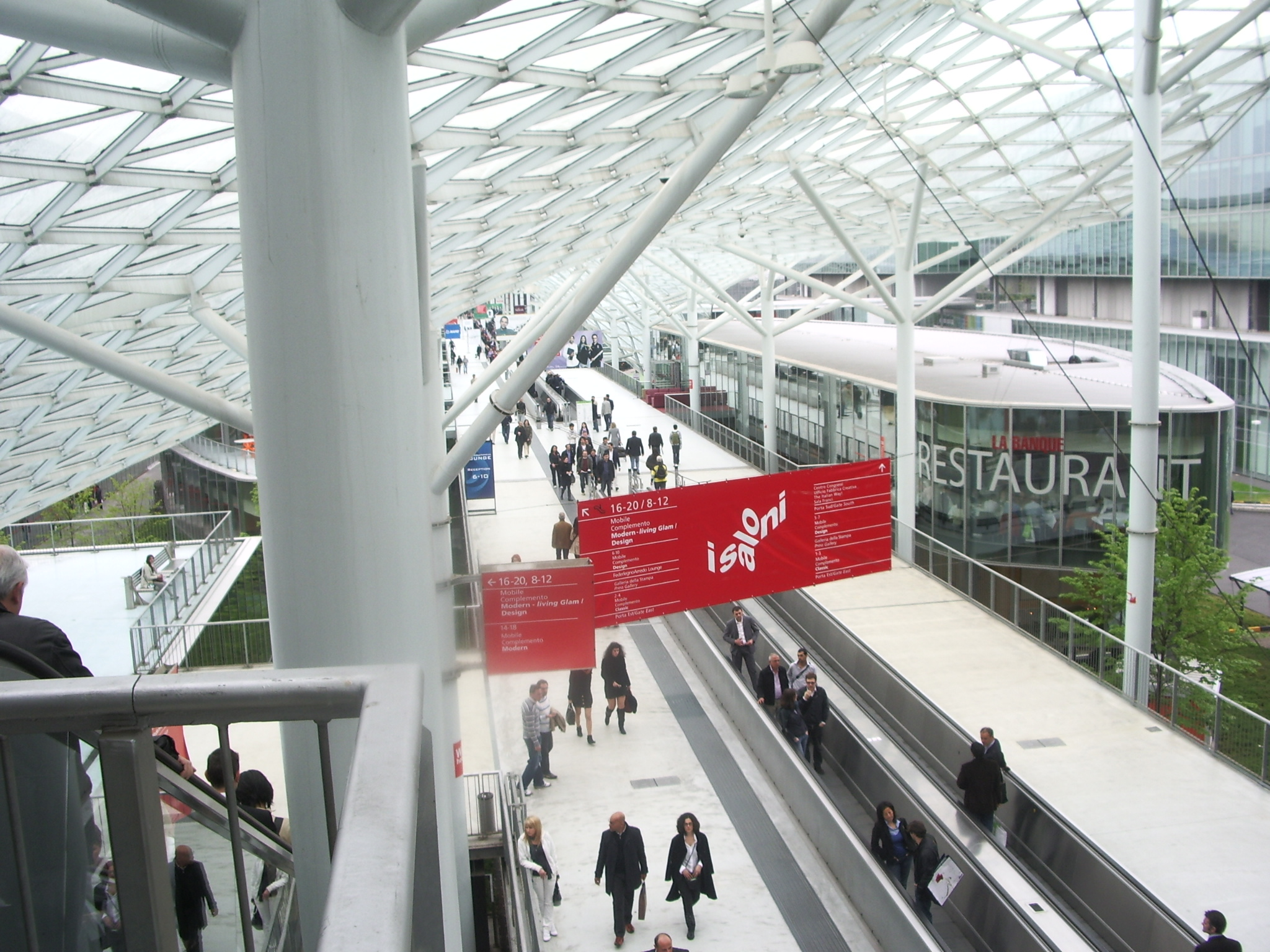
Il nuovo Polo di Fieramilano

Nel 1949 la società Condor ottenne l'autorizzazione del Comune per la costruzione della Raffineria di Rho. I lavori iniziano nel dicembre del 1951 e la raffineria aprì i battenti nel settembre 1953, raffinando il greggio che arrivava da Genova via oleodotto. La proprietà passò alla Shell nel 1959 e quindi alla Agip nel 1974. Negli anni ottanta la necessità di modernizzare alcune strutture e le pressanti accuse di inquinamento spinsero alla chiusura della raffineria formalizzata nel 1992. Dagli anni novanta furono avviate le procedure propedeutiche allo smantellamento e alla messa in sicurezza degli impianti, con l'ingresso nel XXI secolo il sito industriale è stato completamente smantellato e bonificato. Esattamente 1000 anni dopo che Enrico II istituì il mercato cittadino, il 31 marzo 2005, sui terreni dell'ex raffineria fu inaugurato il nuovo Polo fieristico di Milano.
Contestualmente, negli anni successivi al secondo conflitto mondiale, aprì a Rho uno stabilimento della Borrani, azienda metalmeccanica milanese specializzata nella produzione di cerchioni per auto e motoveicoli (chiuso nei primi anni duemila) e si trasferì da Milano la carrozzeria Zagato, tuttora in attività e divenuta famosa a livello mondiale per lo sviluppo di progetti di automobili sportive, superleggere e dal design ricercato. Sempre a Rho venne fondato negli anni sessanta il Gruppo G.I.V.A., legato all'industria dell'acciaio, ad opera dell'imprenditore Antonio Vienna.
Dagli anni ottanta l'economia rhodense ha conosciuto un notevole sviluppo nel settore dei servizi e del terziario, e con l'arrivo del polo fieristico il numero di alberghi e di strutture ricettive è notevolmente aumentato, così come la presenza di attività connesse al campo della logistica e dei trasporti, dato che qui hanno sede importanti società, fra le quali: Sogemar, Fercam e DHL.

## Infrastrutture e trasporti

### Ferrovie
Nel 1858 venne aperta all'esercizio la tratta ferroviaria Milano-Magenta, divenuta in seguito parte della ferrovia Torino-Milano: così Rho ebbe, prima di molti centri maggiori, la stazione ferroviaria.
Tuttora di fondamentale interesse, essa è collocata tra piazza della Libertà e via Magenta, ed è servita dai treni delle Linee S del Servizio ferroviario suburbano di Milano:
- S5 (Varese-Pioltello-Treviglio)
- S6 (Novara-Pioltello-Treviglio)
- S11 (Chiasso-Milano Porta Garibaldi-Rho)

Nel 2009 è stata inoltre attivata (nella frazione di Mazzo) la stazione ferroviaria di Rho Fiera, in corrispondenza dell'attuale capolinea della linea rossa della metropolitana milanese, servita dai treni delle Linee S5, S6, S11, dai regionali e regionali espressi di Trenord e Trenitalia e, in quanto termine della ferrovia AV Milano-Torino, da vari convogli ad alta velocità sia di Italo sia di Trenitalia.

### Metropolitana
Dal 2005, anno di apertura del nuovo polo della Fiera di Milano (ad oggi il quarto più grande spazio fieristico sul continente) è attiva la stazione di Rho Fieramilano della Linea M1, collegata tramite sottopassi pedonali alla stazione ferroviaria di Rho Fiera.

### Mobilità urbana
Il trasporto pubblico urbano nel comune di Rho è svolto dalla società d'autolinee STIE, affiancato dai gestori Movibus e Airpullman che operano anche su relazioni extraurbane.
Ad oggi sul territorio comunale coesistono tariffari diversi. Il principale, tariffario STIBM, posiziona completamente il comune di Rho nella fascia Mi4 ad eccezione della sola stazione di Rho Fiera, zona tecnica di confine, e quindi condivisa tra la fascia sopracitata e la fascia Mi3.
Il servizio urbano ha poi una tariffazione particolare, non integrata nel STIBM;
infatti il sistema di integrazione tariffaria riguarda esclusivamente alcune compagnie di autolinee suburbane.

## Amministrazione

Il gonfalone civico

| Periodo | Periodo   | Primo cittadino     | Partito                            | Carica      | Note |
| ------- | --------- | ------------------- | ---------------------------------- | ----------- | ---- |
| 1945    | 1946      | Agostino Casati     | Partito Comunista Italiano         | Sindaco     |      |
| 1946    | 1956      | Umberto Pellegrini  | Democrazia Cristiana               | Sindaco     |      |
| 1956    | 1960      | Giuseppe Caccia     | Democrazia Cristiana               | Sindaco     |      |
| 1960    | 1965      | Umberto Pellegrini  | Democrazia Cristiana               | Sindaco     |      |
| 1965    | 1975      | Carlo Landoni       | Democrazia Cristiana               | Sindaco     |      |
| 1975    | 1983      | Luigi Panico        | Partito Socialista Italiano        | Sindaco     |      |
| 1983    | 1985      | Adriano Persiano    | Partito Socialista Italiano        | Sindaco     |      |
| 1985    | 1994      | Amedeo Galli        | Democrazia Cristiana               | Sindaco     |      |
| 1994    | 2002      | Arianna Cavicchioli | Partito Democratico della Sinistra | Sindaco     |      |
| 2002    | 2007      | Paola Pessina       | La Margherita                      | Sindaco     |      |
| 2007    | 2011      | Roberto Zucchetti   | Forza Italia                       | Sindaco     |      |
| 2011    | 2011      | Francesco Russo     | -                                  | Comm. Pref. |      |
| 2011    | 2021      | Pietro Romano       | Partito Democratico                | Sindaco     |      |
| 2021    | in carica | Andrea Orlandi      | Partito Democratico                | Sindaco     |      |

## Sport
La Rhodense è la principale squadra di calcio della città. È nata nel 1913 e vanta un passato professionistico in Serie C1 e C2. Retrocesse dalle serie professionistiche nel 1985 e l'anno successivo si iscrisse al campionato di Prima Categoria.
Nel calcio a 5 la città è rappresentata dall'AC Mazzo 80. La società calcistica, oggi Centro di Formazione Cagliari Calcio, è stata fondata nel 1980 e dal 2010 partecipa anche ai campionati di calcio a 5.
.
Il Rugby Rho è la squadra cittadina di rugby, fondata nel 1947 e militante attualmente nella Serie B del campionato Italiano. In passato ha anche giocato diversi campionati di Serie A, dando diversi giocatori alla nazionale italiana.
Nella pallacanestro invece il primato è detenuto dal CMB Rho, oggi militante in Serie D, ma con un glorioso passato in Serie B.
Nella pallanuoto, la squadra della città è il Team Rho Lombardia Pallanuoto, con sede nella piscina del Molinello.
Nella pallavolo la città può vantare diverse società agonistiche, tra queste:
- la Gio...issa Rho, fondata nel 1953 e ora parte integrante della Polisportiva Oratorio San Carlo ASD-APS, attiva nei campionati giovanili PGS e nelle Divisioni FIPAV, sia maschili, sia femminili;
- la A.s.d. Pallavolo Rho, che schiera ogni settimana 8 squadre tra campionati di FIPAV e PGS, avendo come apice la squadra di Serie D Femminile;
- il Volley Lucernate: nata nel 1978, oggi ha sette squadre. La maggiore disputa il campionato di Serie C (maschile).

Il baseball viene praticato a Rho dalla Rajo che è stata più volte campione regionale e oggi gioca in Serie B dopo un'esperienza in Serie A1 nella stagione 2003-2004.
Nel pattinaggio a rotelle sono attive due associazioni:
- Skating Rho, specialità corsa, presente sul territorio fin dal 1983 e partecipa con i suoi atleti di tutte le età ai campionati FIHP ed a trofei interregionali.
- Inline 360[34], nata nel 2014 partecipa con i suoi atleti a competizioni nazionali (FISR) e internazionali (FIRS) nell'ambito delle discipline velocità, freestyle e downhill. Tra i propri atleti vanta la presenza di campioni italiani, europei e mondiali delle rispettive discipline. Tra i più recenti Angelo Vecchi, campione del mondo Downhill 2016, e Magdalena Krychniak, campionessa italiana 2017 di maratona Master over 40.

Per quanto riguarda il karate, Rho ospita diverse associazioni sportive tra le quali Impero del Sole e Dojo Karate Rho.

## Galleria d'immagini

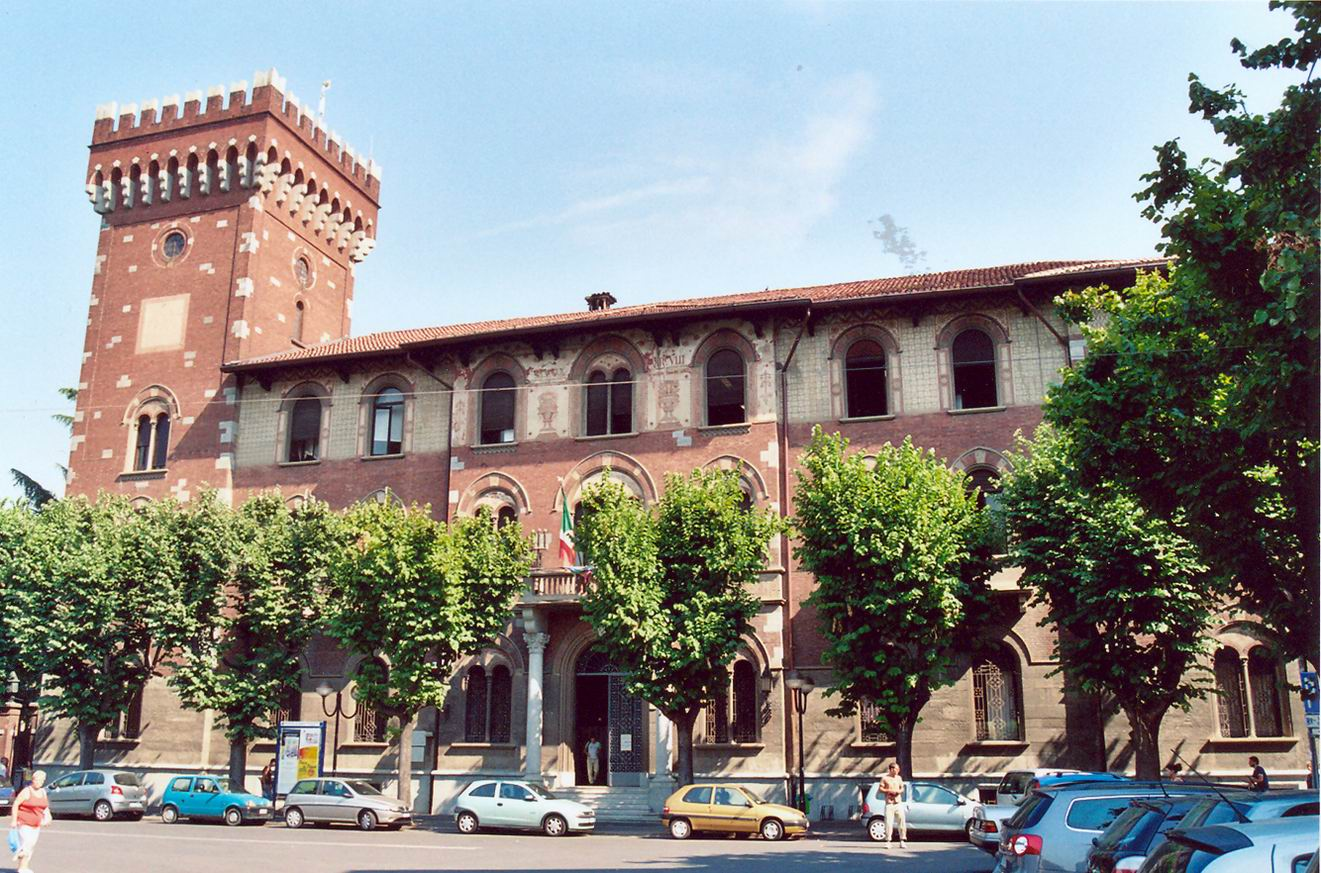
Il palazzo comunale
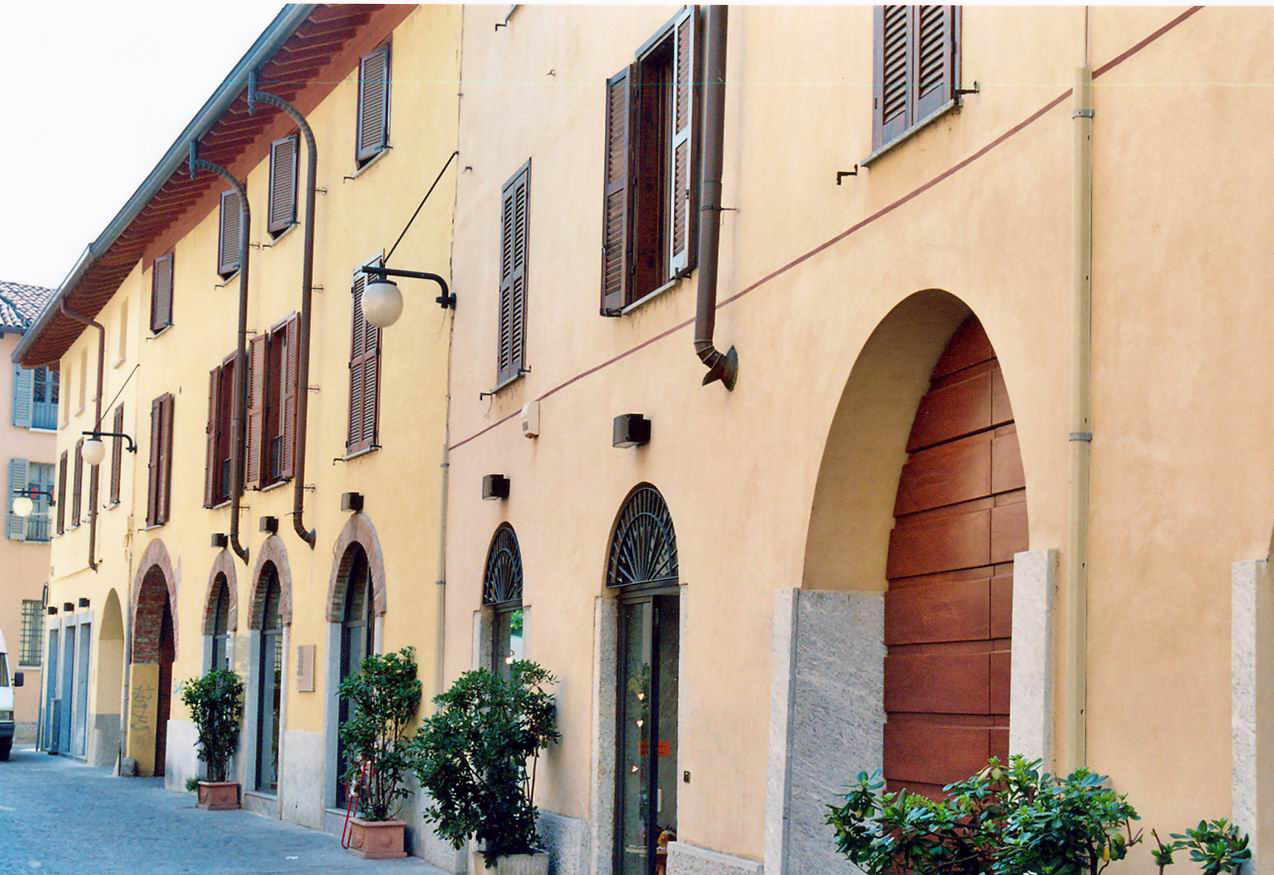
Via Pomè
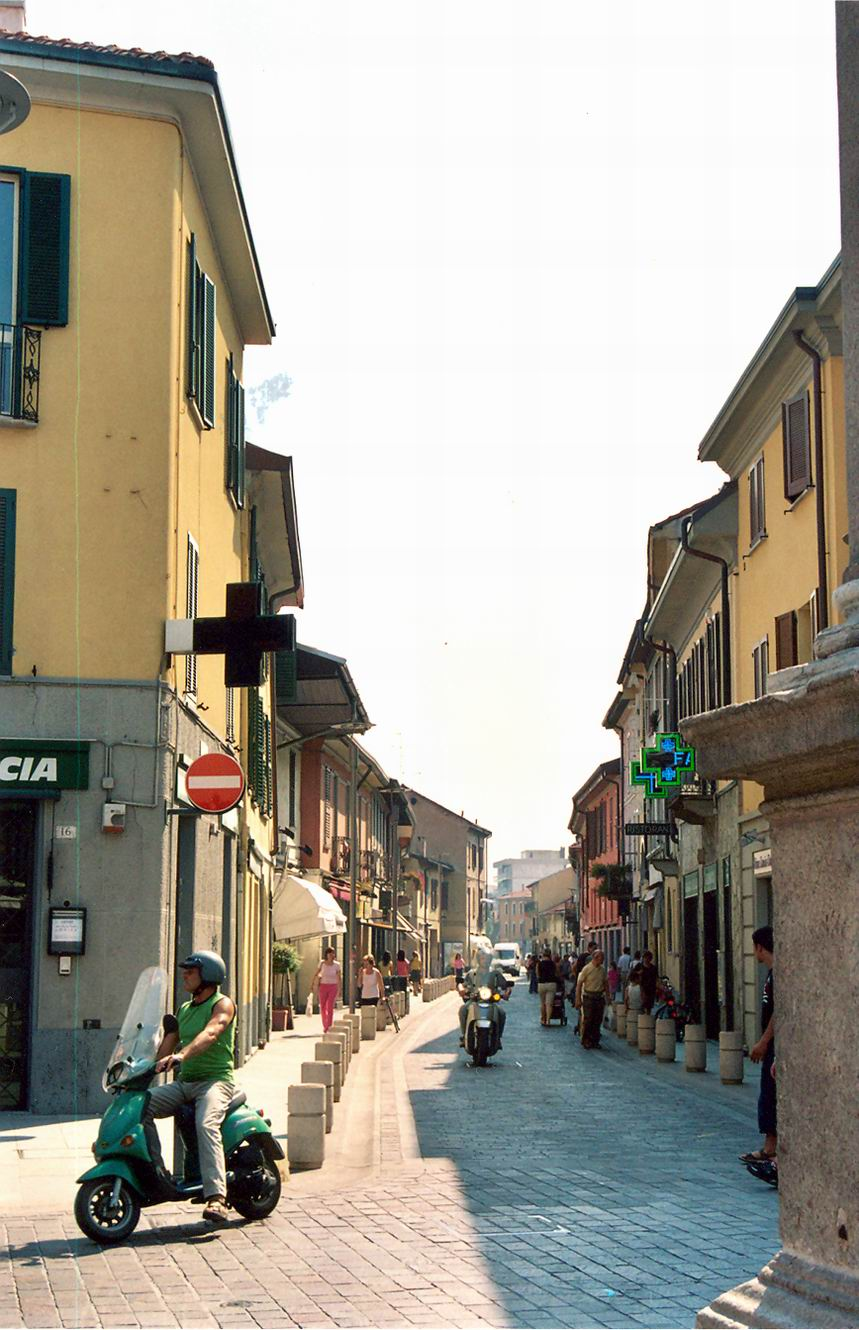
Via Matteotti
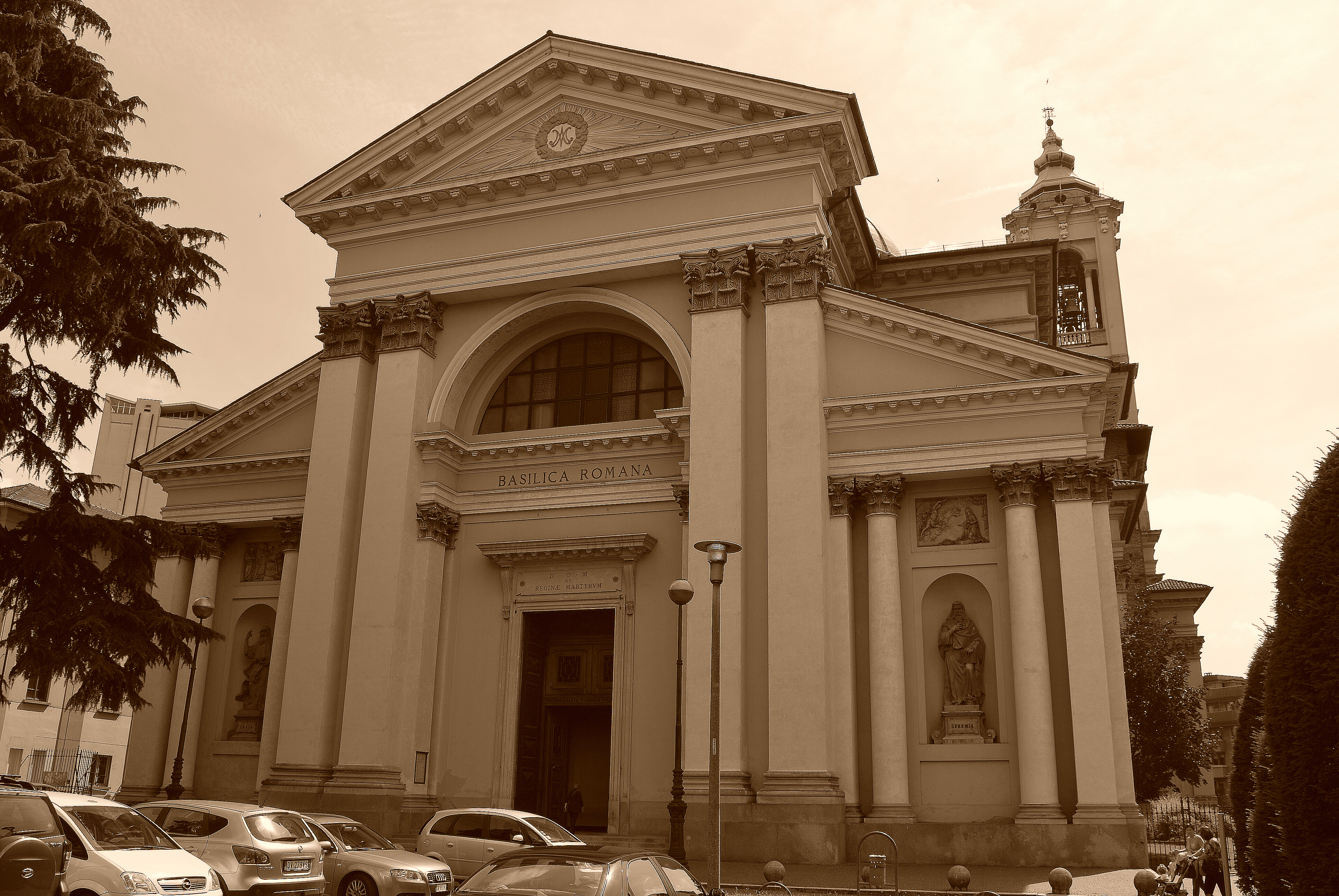
Santuario Beata Vergine Addolorata
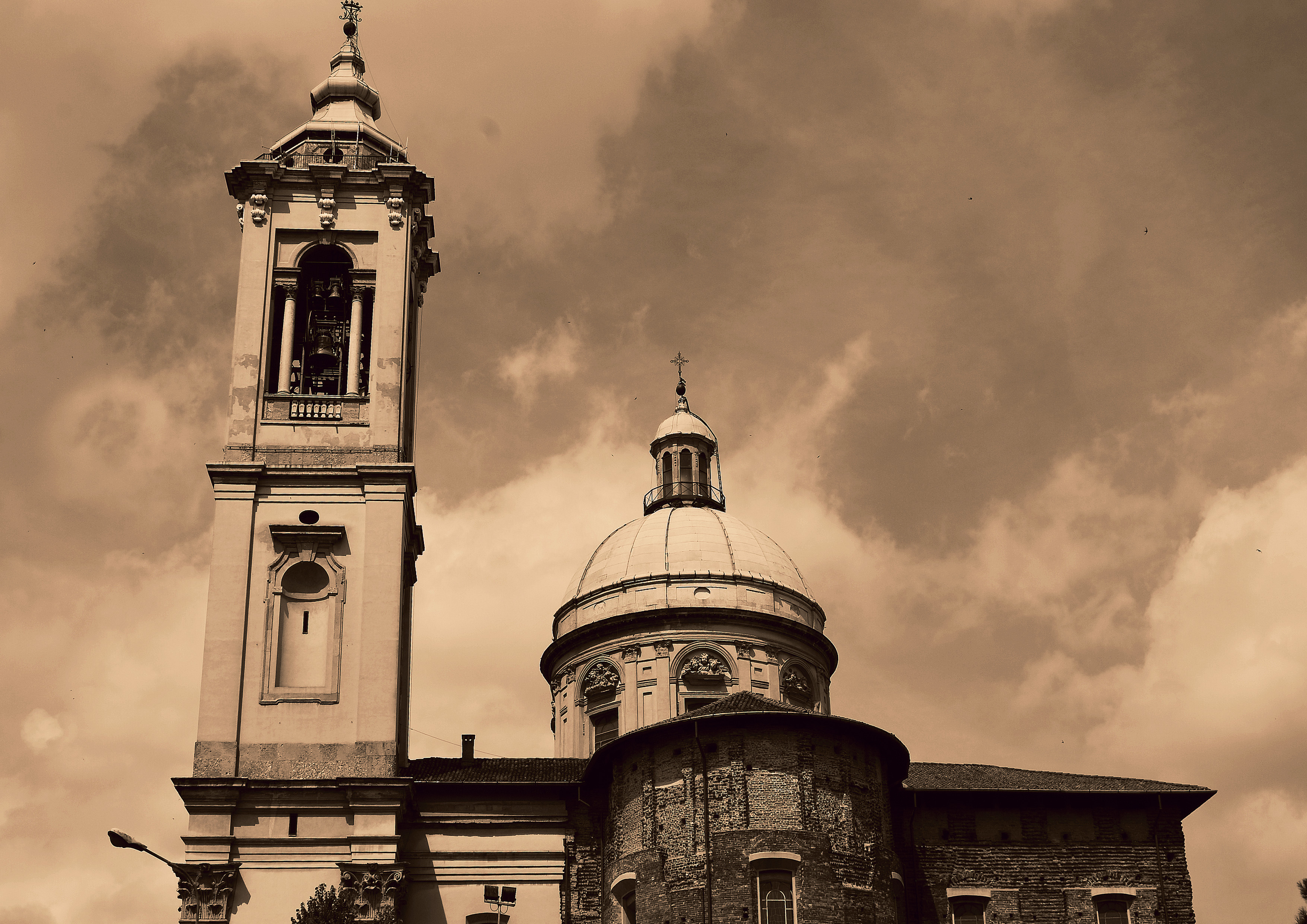
Santuario Beata Vergine Addolorata (Vista Posteriore)
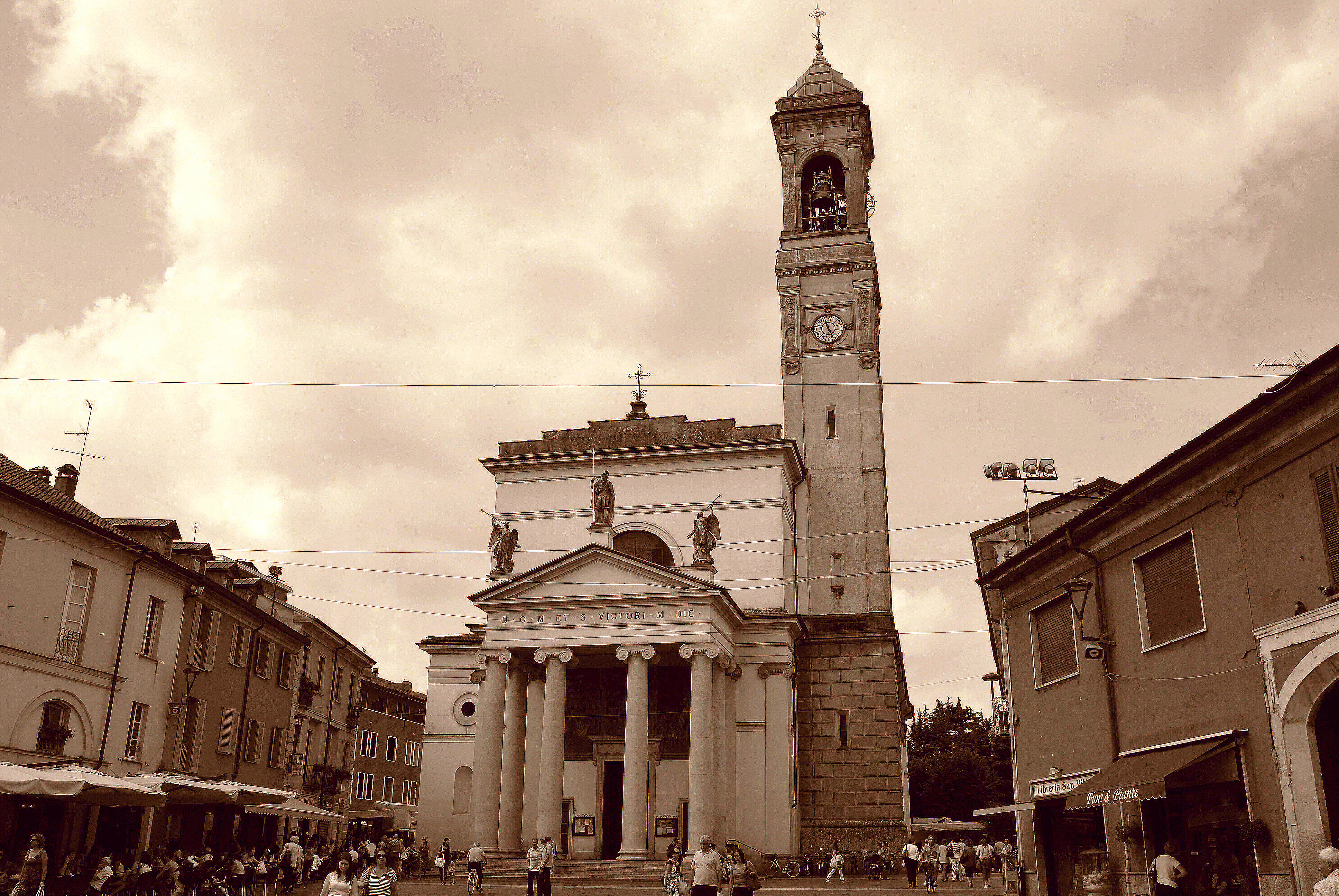
Chiesa San Vittore